# Escuela Naval de Cadetes Almirante Padilla
La Escuela Naval de Cadetes Almirante Padilla (ENAP) es el alma mater de la oficialidad naval de Colombia, así como el centro de formación de oficiales de Infantería de marina y de la Marina mercante. Se encuentra ubicada en la ciudad de Cartagena de Indias, en la Costa Caribe colombiana. En esta escuela se forman y capacitan los hombres y mujeres de la Armada Nacional que lideran la soberanía en los mares y ríos del país, desde las diversas especialidades en su condición de oficiales, así como el personal de Oficiales de la Marina Mercante en Colombia.

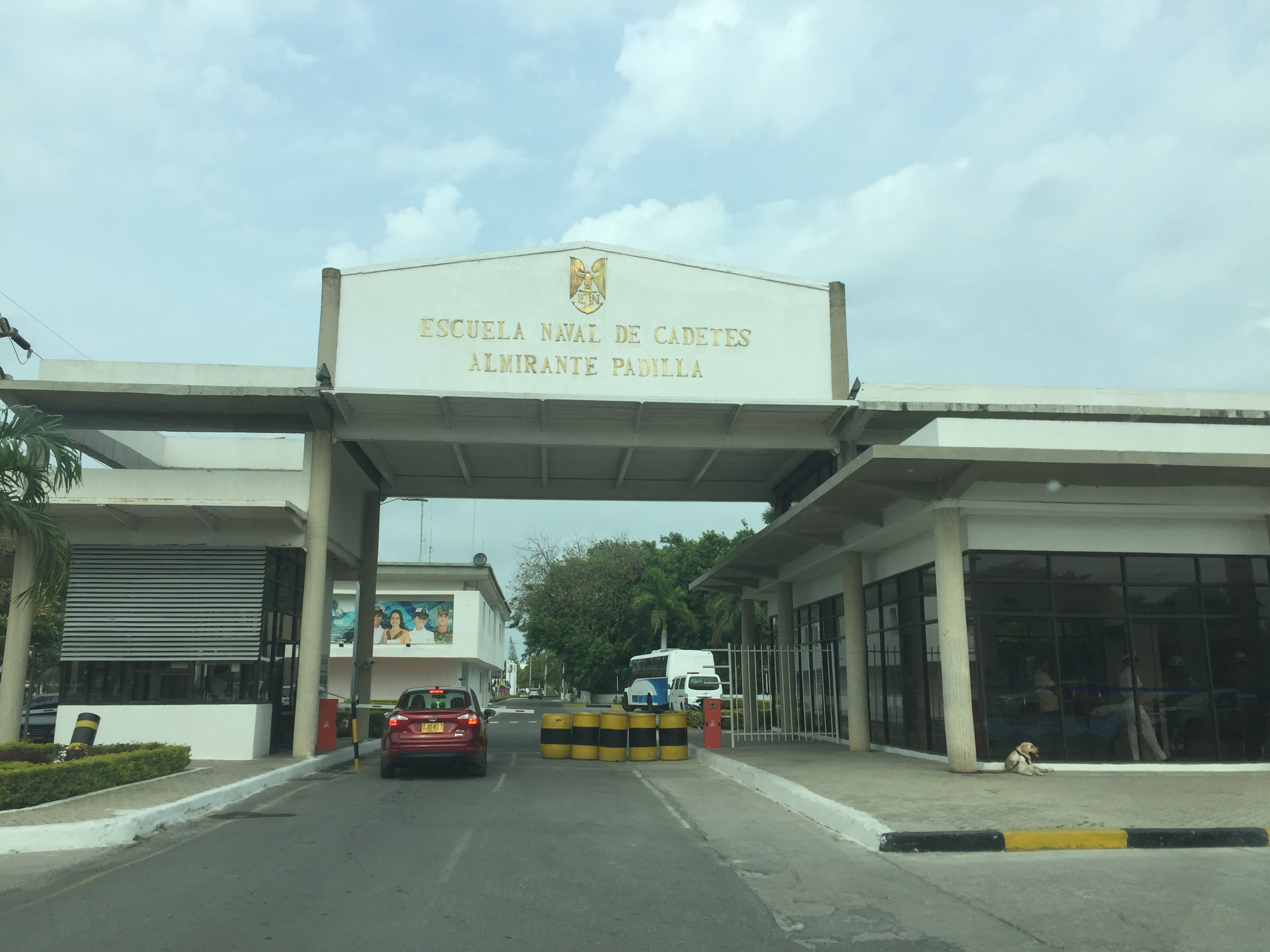
Entrada de la Escuela Naval de Cadetes “Almirante Padilla”

## Historia

### Antecedentes
Los orígenes de una escuela naval para la formación de oficiales navales en el país se remontan a la época de la Guerra de Independencia de Colombia. La primera escuela naval que se fundó en el país fue en 1811 en la ciudad de Cartagena de Indias y su primer curso de estudiantes duró dos años. Esta escuela desapareció cuando los españoles lograron reconquistar a la Nueva Granada en 1815 y 1816.
Años más tarde cuando siendo vicepresidente de la Gran Colombia el general Francisco de Paula Santander crea la Escuela Náutica el 28 de junio de 1822, adscrita a la Universidad del Magdalena con sede en Cartagena. Su primer director fue el capitán de navío Rafael Segismundo Tono Llopis. 

#### Escuela Naval Nacional
En 1907, durante el gobierno del presidente Rafael Reyes Prieto se creó la Escuela Naval Nacional a través del decreto 783 del 6 de julio.  Para dirigir la, el gobierno colombiano contrató al Teniente de navío Alberto Asmussen, de la armada chilena y fue destinado como sede de la escuela, un barco fondeado hacía mucho tiempo en la bahía de Cartagena, llamado Presidente Marroquín.  Pero esta academia duraría poco ya que fue clausurada por el presidente Ramón González Valencia el 28 de diciembre de 1909 y también se le dio por terminado el contrato con el Teniente de navío. Alberto Asmussen. Solo ocho cadetes lograron graduarse como oficiales, y fueron enviados para sus especializaciones a las armadas de España y Chile. 

### Escuela Naval de Cadetes

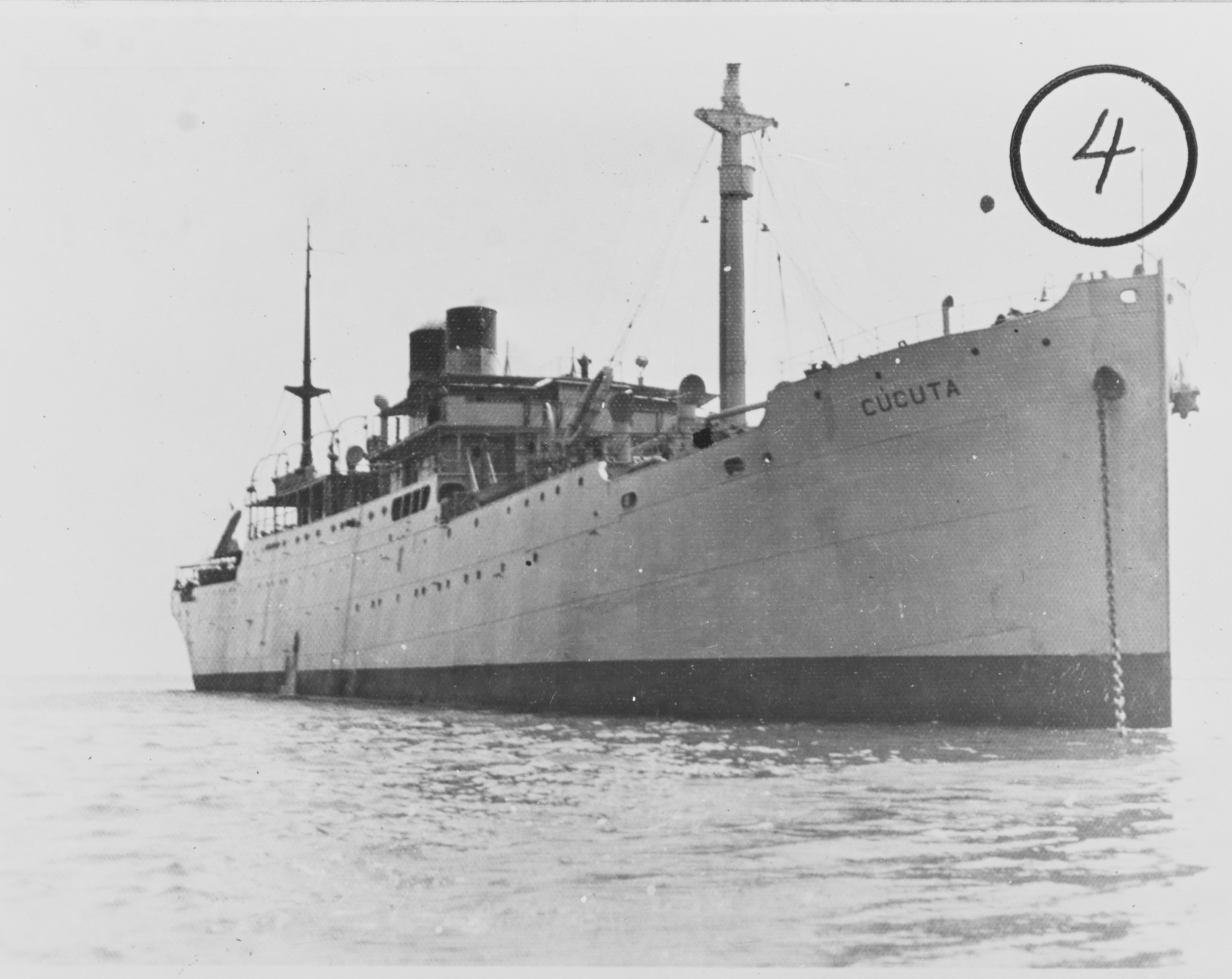
El buque de transporte y entrenamiento MC Cúcuta, que sirvió como sede de la Escuela Naval en 1935.

Una escuela permanente no sería establecida hasta después del conflicto con Perú de 1932 que ayudó restablecer la Armada Nacional de Colombia con la compra de varios buques durante del conflicto. Con la armada restablecida se decidió el establecimiento de una institución naval para la formación de sus nuevos oficiales. Finalmente la Escuela Naval de Cadetes se fundó en 1935 durante la presidencia de Alfonso López Pumarejo y bajo la dirección del oficial inglés de grado Capitán de Navío Ralph Douglas Binney. Mediante el decereto ejecutivo No. 712 del 13 de abril de 1935 se crea la Escuela Naval de Cadetes e ingresan 41 jóvenes como aspirantes a cadetes navales. 

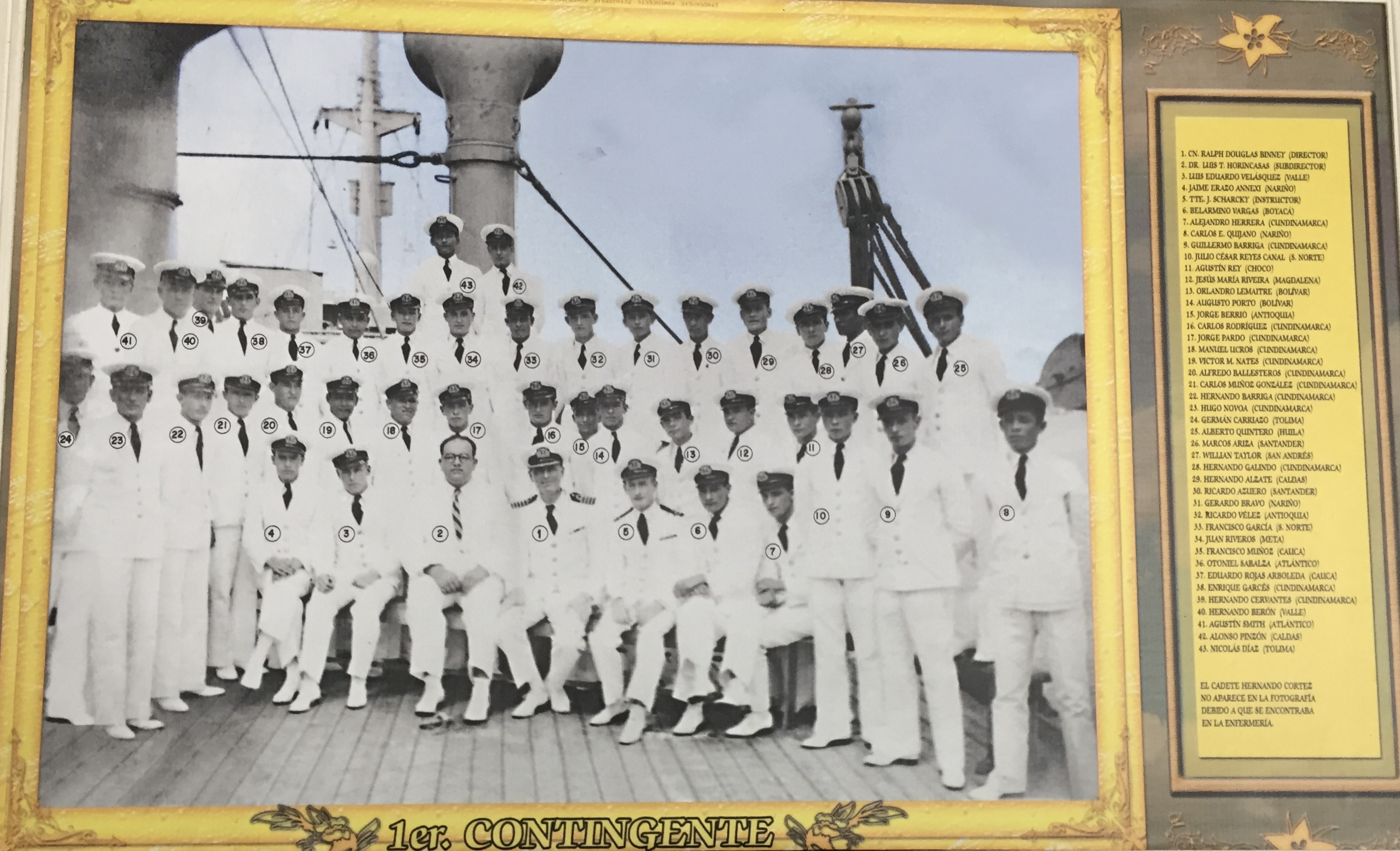
El primer curso de cadetes de la escuela naval a bordo del buque MC Cúcuta, 1935.

Con el Capitán de Navío Binney como su director, la escuela empieza a funcionarse el 6 de julio del mismo año a bordo del buque de transporte MC Cúcuta. 
En 1938, la Escuela Naval se trasladó a tierra teniendo su sede en la base naval ARC Bolívar en el sector de Bocagrande, en Cartagena. En 1951 se abre la formación de oficiales mercantes y en 1958 se abre la formación de oficiales de infantería de marina.   
En 1961 la Escuela Naval de Cadetes se mudó de sus viejas instalaciones en la base naval ARC Bolívar en Bocagrande a su nueva sede en la Isla de Manzanillo donde permanece hoy en día.
En 1963 se aprueba el otorgamiento del título profesional de Ingeniero Naval, ratificado al año siguiente por el Ministerio de Educación Nacional. La Escuela Naval es reconocida como universidad mediante la resolución 11893 de 1977. En 1984 fue el ingreso del primer grupo de mujeres profesionales al Curso de Oficiales del Cuerpo Administrativo y en 1997 ingresa el primer curso femenino de Cadetes de línea a la Escuela.

## Formación
La Escuela Naval de Cadetes ofrece formación en las siguientes modalidades:
- Para bachilleres (4 años):
  - Oficial naval
  - Oficial de marina mercante
  - Oficial de infantería de marina
- Para profesionales:
  - Oficial profesional (modalidades naval y logística) (1 año)
  - Oficial profesional de infantería de marina (1 año)
  - Profesional del cuerpo administrativo (6 meses)

Al tiempo con la formación naval militar, los alumnos bachilleres de la escuela cursan la carrera profesional de Ciencias Navales, Ciencias Navales para Infantería de Marina o Ciencias Náuticas para Oficiales Mercantes. Adicionalmente deben desarrollar otra carrera profesional en paralelo entre las que se incluye Administración, Administración marítima, Oceanografía física, Ingeniería Naval e Ingeniería Electrónica. La formación de oficiales dirigida a bachilleres (mujeres y hombres, colombianos de nacimiento entre los 16 y 20 años de edad) tiene una duración de cuatro años. Durante el tiempo de formación los estudiantes deben permanecer internos en la escuela, a partir del tercer año se embarcan en el buque insignia ARC Gloria y en el último año de formación los cadetes reciben el grado de Guardiamarina (para los futuros oficiales navales), Alférez (para los futuros oficiales de infantería de marina) o Pilotín (para los futuros oficiales de marina mercante).
La Escuela Naval  de Cadetes "Almirante Padilla" oferta además una variedad de estudios de posgrado a nivel de especialización y de maestría para la comunidad en general, entre ellos se destacan la Maestría en Gestión Logística, Maestría en Ingeniería Naval y la Maestría en Oceanografía Física  como programas propios, a la vez que se tienen programas con otras Universidades en modalidad de convenio como son la Maestría en Ingeniería Electrónica con la Universidad del Cauca, las especializaciones en Gestión Humana y Gerencia de Proyectos con la Universidad EAN y programas de extensión con la Universidad Marítima Mundial (World Maritime University - WMU).